# Lamer
Lamer är ett slangord och lånord från engelskan, som ungefärligen betyder tönt.
Uttrycket är speciellt vanligt bland gamers och hackers, för någon med bristande datorkunskaper som inte inser detta själv. Den som har bristande kunskaper men inser det själv kallas hellre för n00b med internetslang eller något av de synonymer det uttrycket har.